# Germanizm
Germanizm (od Germania – łacińska nazwa Niemiec, także teutonizm) – wyraz, zwrot lub konstrukcja składniowa zapożyczona z języka niemieckiego. 
Wyróżnia się germanizmy
- leksykalne (np. burmistrz, szpalta, rycerz)
- frazeologiczne (np. Jak panu idzie?)
- składniowe (np. szukam za butami)[3].

Wyrazy mające podobne formy w językach słowiańskich i germańskich, nie muszą być jednak germanizmami w językach słowiańskich (ani też slawizmami w językach germańskich). Należą do nich słowa o przypuszczalnym rdzeniu praindoeuropejskim. W językach słowiańskich dokonała się w wielu z nich tzw. przestawka (metateza) spółgłosek płynnych, której brak w językach germańskich. Na przykład zbieżność niemieckiego Garten lub duńskiego gård z słowami w językach słowiańskich *gorod/gród", obocznie gard (po przestawce – pol. gród, cz. hrad, ros. город), może wynikać nie z zapożyczenia, lecz z praindoeuropejskiej etymologii. Podobnie wspólne korzenie mają takie pary słów jak niem. Arbeit i pol. robota, jak również niem. Berg (‘góra’) i pol. brzeg. Podobne niebędące zapożyczeniami słowa pochodzące ze wspólnych korzeni występują również w innych językach indoeuropejskich, ale szczególnie dużo wspólnego materiału leksykalnego istnieje w językach słowiańskich, bałtyckich i germańskich. Może to świadczyć o istnieniu w starożytności bałto-germano-słowiańskiej wspólnoty językowej. Wg innych źródeł słowa te są germanizmami/slawizmami wynikającymi z przenikania się społeczności słowiańskiej z niemiecką.
Przez wieki ogromna ilość germanizmów przeniknęła do języków słowiańskich. Wielki słownik wyrazów obcych PWN wymienia niemal 3000 słów zapożyczonych z języka niemieckiego. Należy zaznaczyć, że język niemiecki był nie tylko bezpośrednim dawcą zapożyczeń, ale także pośrednikiem w licznych przejęciach z innych źródeł, zwłaszcza – w parze z językiem czeskim – z zakresu terminologii chrześcijańskiej (biskup, chrzest, kapłan, klasztor, kościół, msza, ołtarz, opat, opłatek, proboszcz, przeor, żegnać). Część germanizmów przedostała się na grunt polski za pośrednictwem innych języków, zwłaszcza rosyjskiego. W tym zakresie dominuje terminologia wojskowa (lejbgwardia, sztabskapitan), urzędowa (policmajster, wagenmajster = oficer dozorujący zaprzęgi wojskowe), także leksyka dotycząca życia dworskiego (kamerjunkier = młodszy szambelan). Znane są również zapożyczenia niemieckie przychodzące do polszczyzny z innych języków, poza wspomnianym już językiem rosyjskim (Butterbrot) dotyczy to np. języka angielskiego (Hamburger) czy czeskiego (kamrat – od niem. Kamerad).
Osobną kategorię jednostek słownikowych wchodzących w skład współczesnego polskiego zasobu leksykalnego, stanowią – w większości
międzynarodowe – eponimy, czyli nazwy pospolite będące rezultatem apelatywizacji nazw własnych. Wśród nich wymienić można między innymi
apelatywy utworzone od nazw własnych geograficznych, np. woda kolońska (fr. eau de cologne; Kolonia), lautal (stop aluminium z miedzią; Lauta – miasto w Niemczech), ren (pierwiastek chemiczny – Ren), pessartyt (skała magmowa, od Spessart – góra w Niemczech), ale przede wszystkim znacznie liczniejsze nazwy pochodzące od nazwisk naukowców, wynalazców, odkrywców, konstruktorów, jak: cynia (roślina z astrowatych; J.G. Zinn – niem. botanik XVIII w.), fuksja (gatunek krzewu; L. Fuchs – niem. botanik XVI w.), gerbera (T. Gerber – niem. lekarz XVIII w.), bornit (minerał; J. v. Born – austriacki mineralog XVIII w.), om (jednostka oporności elektrycznej; G. Ohm – niem. fizyk XIX w.), rentgen (jednostka dawki promieniowania; W. Roentgen – niem. fizyk XIX/XX w.), mauzer (karabin; P.P. Mauser – austriacki konstruktor broni palnej XIX w.), porsche (marka samochodów; F. Porsche – niem. konstruktor samochodów XX w.), czy prysznic (V. Priessnitz – niem. lekarz naturalista XIX w.).
Wpływ języka niemieckiego na toponimię Europy Środkowej i Wschodniej jest wielki. Niemiecki rodowód posiadają takie nazwy, jak Wałbrzych (Waldenburg), Jēkabpils (Łotwa, niem. Jakobstadt), Kežmarok (Słowacja, niem. Käsmark), Šternberk (Czechy, niem. Sternberg), Oranienbaum (Rosja), Замарстинів (Zamarstyniw), pol. Zamarstynów (Ukraina, niem. Sommersteinshof), ale także Mulhouse (Francja, niem. Mühlhausen). Niemieckiego pochodzenia jest również nazwa miasta Lüderitz w Namibii.

## Germanizmy w języku polskim
Główny czas zapożyczania z języka niemieckiego przypada na okres XIII–XVI w., kiedy istniejącym miastom nadaje się oficjalne statusy prawne i zakłada się nowe miasta, oparte na prawie magdeburskim, tzn. prawie niemieckim. Są to więc wyrazy związane z miastem, prawem i budownictwem.
| miasto - burmistrz od Bürgermeister - ratusz od Rathaus - lamus od Lehmhaus - jarmark od Jahrmarkt - rynek od Ring - szyld od Schild - grunt od Grund - rynsztok od Rinnstein - handel od Handel - geszeft od Geschäft - kiermasz od Kirmesse - szpital od Spital - plac od Platz | prawo - kanclerz od Kanzler - wójt od Vogt - mistrz od Meister - sołtys od Schultheiss - furman od Fuhrmann - rycerz od Ritter - kuśnierz od Kürschner - drukować od drucken - radzić od raten - stempel od Stempel - fałsz od falsch - gmina od Gemeinde - warunek od wahr - weksel od Wechsel - fach od Fach - szacować od schätzen - wyklarować od klar - handel od Handel | budownictwo - blacha od Blech - cegła od Ziegel - rura od Rohr - warsztat od Werkstatt - kit od Kitt - gwint od Gewinde - klej od Kleber - komin od Kamin - lochy od Loch (dziura) - śruba od Schraube - luka od Lücke - dach od Dach - kielnia od Kelle - smar od Schmier - lufcik od Luft - szlifować od schleifen - szyba od Scheibe - szpachla od Spachtel - szufla od Schaufel - drut od Draht - rygiel od Riegel - pędzel od Pinsel |

Drugi okres zapożyczania z języka niemieckiego do języka polskiego to okres zaborów, dlatego też zjawisko „germanizacji” języka najbardziej widoczne jest na ziemiach wchodzących do Królestwa Prus (Pomorze Gdańskie, Poznańskie – do dziś mieszkańcy tego regionu posługują się germanizmami stanowiącymi około 30% gwary poznańskiej, którym nie udało się przeniknąć do języka ogólnego). Nasiliło się zjawisko kalkowania, czyli dosłownego tłumaczenia różnych zwrotów, wyrażeń oraz frazeologizmów. W polszczyźnie standardowej do dziś funkcjonują wyrażenia: „doszło do...” (niem. es kam zu...), „w międzyczasie” (niem. in der Zwischenzeit) czy „tu jest pies pogrzebany” (niem. hier/da liegt der Hund begraben).
Poza wpływem na polski język standardowy niemczyzna, w zasadzie bez większych przerw, w znacznym stopniu oddziaływała na ludowe i regionalne odmiany języka polskiego. Ze względu na nieprzerwaną przynależność Górnego Śląska do Rzeszy Niemieckiej od XIV do XX wieku, liczne zapożyczenia z języka niemieckiego zakorzeniły się w etnolekcie śląskim. W etnolekcie kaszubskim zapożyczenia niemieckie stanowią ok. 5% zasobu językowego, przy czym mają one zarówno charakter leksykalny (np. powiat – kréz, niem. Kreis; starosta – lãdrôt, niem. Landrat; zeszyt – heft, niem. Heft; żwir – czis, niem. Kies), składniowy (konstrukcje zdaniowe typu zrobić czemuś koniec – niem. ein Ende machen), jak i frazeologiczny (powiedzenie to jest, ale dobre – niem. es ist aber gut). Również zamierająca gwara mazurska odzwierciedla wpływ języka niemieckiego z czasów kolonizacji średniowiecznej (zapożyczenia dolnoniemieckie) oraz z czasów współczesnych (zapożyczenia górnoniemieckie). Dla przykładu warto wspomnieć o kilku starszych germanizmach: żaga – piła (dolnoniem. Sage), cołta – bułka (dolnoniem. Zelte), groska – baba (dolnoniem. Groske), teszarz – stolarz (dolnoniem. Döscher), ruchelka – bukiet (dolnoniem. Rökelke). Podobnemu wpływowi ulegały gwary miejskie takich miast, jak Poznań, Łódź, Bydgoszcz, oraz kody środowiskowe i zawodowe (por. słownictwo zegarmistrzowskie: cyferblat, repetier, szpindel, werk; stolarskie: bejca, fornir; czy szewskie: sztylpy, zelować). Podobnie było w Czechach, gdzie na styku występowania języków niemieckiego i czeskiego wytworzyła się swoista mieszanina, tzw. Kuchlböhmisch (czeskokuchenny).
Niektóre germanizmy z XIX wieku to: balast, blat, feldmarszałek, lakier, makler, meldować, pudel, rewir, szlaban, szpalta, (potoczne) fajny, knajpa, szwindel. W wyniku działań purystycznych wiele z nich wyszło z użycia, np.: abszlus (ukończenie), abszyt (zwolnienie, pożegnanie), bacha (strumyk), badera (łazienka), bana (kolej, tor), banhof (dworzec kolejowy), bryftreger (listonosz), ferwalter (zarządca), festunek (twierdza), forszlag (wniosek), forszus (zaliczka), iberszus (nadwyżka), jaka (kurtka), liwerunek (dostawa), szafner (konduktor), szalter (okienko), szprechować (mówić), szryft (pismo), szternwarta (obserwatorium astronomiczne).
Wiele z nich miało ponadregionalny zasięg - były używane na terenie wszystkich trzech zaborów.
Z okresu II wojny światowej pochodzą: blickrieg, gestapo, oflag, u-boot, volksdojcz, volkslista.
Z nowszych germanizmów leksykalnych można wymienić: autohandel, erzac, gastarbeiter, kinderniespodzianka (złożenie hybrydowe), ossi, wessi, szlagwort, szrot, szyberdach.
Z języka niemieckiego pochodzą również takie wyrazy jak: bigos, pończocha, sołtys, szafa, zegar, choć we współczesnej niemczyźnie brak ich pierwowzorów.
Za germanizmy można uznać też takie wyrazy jak (biorąc pod uwagę tylko literę „k“): kanclerz, kantor, kariera, klinika, klisza, komisariat, kompas, komunikat, koncert, konkurent, konstruować. Co prawda ich pierwszym źródłem są inne języki: francuski, włoski, łacina, ale bezpośrednio zostały zapożyczone z języka niemieckiego. Jako jeden z argumentów za takim potraktowaniem tych wyrazów podaje się ich formalną zbieżność z niemieckimi sufiksami, por.: Kommunik-at – komunik-at, Kanzl-er – kancl-erz. Również we współczesnych słownikach języka polskiego są one oznaczone jako zapożyczenia z niemieckiego.

## Morfologia
Zapożyczanie słów wiąże się ze zmianami morfologicznymi leksemów, zarówno na poziomie rdzenia, jak i afiksów.

### Zmiana z-ena-a
Zmiana niemieckiej żeńskiej końcówki -e na polską żeńską końcówkę -a.
| - bawełn-a (Baumwoll-e) - wann-a (Badewann-e) - brytfann-a (Bratpfann-e) - cel-a (Zell-e) - fałd-a (Falt-e) - farb-a (Farb-e) - felg-a (Felg-e) - flank-a (Flank-e) - flaszk-a (Flasch-e) | - flaut-a (Flaut-e) - fug-a (Fug-e) - frajd-a (Freud-e) - gmin-a (Gemeind-e) - hut-a (Hütt-e) - hord-a (Hord-e) - kajut-a (Kajüt-e) - kank-a (Kann-e) - kas-a (Kass-e) | - kielni-a (Kell-e) - knajp-a (Kneip-e) - luk-a (Lück-e) - marszrut-a (Marschrut-e) - plajt-a (Pleit-e) - rund-a (Rund-e) - rur-a (Röhr-e) - rynn-a (Rinn-e) - szajb-a (Scheibe-e) | - szpilk-a (Spitz-e) - szrank-a (Schrank-e) - sztang-a (Stang-e) - szuflad-a (Schublad-e) - szyb-a (Scheib-e) - szyn-a (Schien-e) - śrub-a (Schraub-e) - wajch-a (Weich-e) |

## Frazeologia
- znajdować się (sich befinden)
- w pierwszym rzędzie (in erster Reihe)
- od przypadku do przypadku (von Fall zu Fall)
- tu leży pies pogrzebany (da liegt der Hund begraben)
- być w posiadaniu (im Besitz(e) sein)
- nie być w stanie (nicht im Stande sein)
- mieć coś w tyle głowy (od etwas im Hinterkopf haben)
- usiąść się (powszechne w gwarach Mazur,Pomorza i Wielkopolski od sich setzen)

## Słownictwo
| B - barwa od staroniem. barve (nowoniem. Farbe) - bawełna od Baumwolle - blacha od Blech - blat od Blatt (kartka) - blitzkrieg ( wojna błyskawiczna) - bolec od Bolzen - breja od Brei - brytfanna od Bratpfanne (patelnia) - budować od średnio-wysoko niem. büden - burmistrz od Bürgermeister C - cegła od Ziegel - chleb od Laib (bochenek) - cug (w kominie) od Zug (ciągnięcie) - cugle od Zügel - cukier od Zucker - cel od Ziel - cela od Zelle D - dach od Dach - dyszel od Deichsel - dedeery od DDR (Deutsche Demokratische Republik) (z polskim odpowiednikiem NRD (Niemiecka Republika Demokratyczna)) - dekel lub dekiel od Deckel - drukować od drucken i drücken - drut od Draht E - erzac od Ersatz (substytut; zamiennik) F - fach od Fach (specjalizacja) - tafla od Tafel - felerny od Fehler (wadliwy, z usterką) - fajerwerk od Feuerwerk - fajnie od fein! (bardzo dobrze!) - fajrant od Feierabend (koniec pracy) - fałda od Falte - fałsz od falsch (źle) - farba od Farbe - ferajna od Verein (stowarzyszenie) - filc od Filz - felga od Felge - flanka od Flanke (bok, strona zewnętrzna) - flaszka od Flasche (butelka) - flauta od Flaute (wyciszenie, osłabienie) - flis, flisak od Floß (tratwa) - fuga od Fuge - fracht od Fracht (towar transportowany) (np. fracht kolejowy, fracht kołowy) - frajda od Freude (radość) - frajer od Freier (klient prostytutki) - furman od Fuhrmann - furmanka od Fuhrmann (ze znaczeniem konny) - furtka od Furt bardzo płytkie miejsce w rzece, przez które można przejechać wozem lub przejść pieszo) - futerał od Futteral G - ganek od Gang (korytarz) - geszefciarz od Geschäft (interes) - geszeft od Geschäft (interes) - glajchszaltowanie od gleichschalten (ujednolicać (dosł.) podłączać pod to samo) - gmina od Gemeinde - gradacja od Grad (stopień) - grat od Gerät (urządzenie) - gruby od grob (niewygładzony, nieociosany, duży) - grunt od Grund - gwałt od Gewalt (przemoc; siła) - gwint od Gewinde H - haftować od heften (spinać, przyczepiać) - hajlować od Heil! ([niech będzie ci oddana] cześć!) - hak od Haken - hamulec od Hemmholz - handel od Handel - hartować, zahartować od hart (twardy) i härten (hartować) - hebel od Hebel - heca od hetzen (natarczywie ponaglać, napierać) - hitlerowski, hitlerowiec od Adolf Hitler - holować od holen (ze znaczeniami przynieść, przyprowadzić) - horda od Horde (przemieszczająca się dzika banda ludzi lub zwierząt) - Haubica od Haubitzen | - huta od Hütte (hata; huta) J - jarmark od Jahrmarkt (doroczny jarmark) - jo od Ja (tak) (powszechne w gwarach Warmii, Mazur, Kujaw i Pomorza) K - kabel od Kabel - kac od Katzenjammer (kocie miauczenie) - kajuta od Kajüte - kamerdyner od Kammerdiener - kanclerz od Kanzler - kanister od Kanister - kanka od Kanne - kant od Kante (róg [np. u stołu]) - kapsel od Kapsel - kartofel od Kartoffel (dalej też kartoflany) - kasa od Kasse - kelner od Kellner - kibel od Kübel (drewniane wiadro) (→ kubeł) - kicz od Kitsch - kielnia od Kelle - kielich od Kelch - kiermasz od Kirmesse - kierunek od kehren (staroniem. ruszać się) - kino od Kino - kit od Kitt - klamra od Klammer - kleks od Klecks - klej od Kleber - klejnot od Kleinod - knajpa od Kneipe - knedel od Knödel - komin od Kamin - krach od Krach - kram od Kram (np. Jaki Pan, taki kram.) - kubeł od Kübel (drewniane wiadro) (→ kibel) - kula od Kugel - kumpel od Kumpel (górnik) (dalej też kumplować się, kumpelski) - kunszt od Kunst (sztuka) - kurort od Kurort - kuśnierz od Kürschner - kształt od Gestalt (forma, wygląd; postać) L - lada od Laden (sklep) - ląd od Land (ziemia, kraj) - lamus od Lehmhaus - landszaft od Landschaft (krajobraz) - leitmotyw, też leitmotiv od niem. Leitmotiv, za pośrednictwem jęz. angielskiego (myśl wiodąca, motyw przewodni) - lochy od Loch (dziura) - lufcik od Luft (powietrze) - luka od Lücke - luz od lose (oddzielnie, luzem) - luzem od lose (oddzielnie) Ł - ładować od laden M - majstersztyk od Meisterstück (wybitne dzieło) - malarz od Maler, dalej też malarski - malować od malen, dalej też po-/za-/na-/prze-/do-/podmalować, malowniczy, malunek, malowidło, malarstwo - marszruta od Marschrute - medykament od Medikament (lek) - mistrz od średnioniem. mister, nowoniem. Meister N - nazistowski od Nazi, skrót od nazionalsozialistisch (narodowosocjalistyczny), dalej też nazizm, z niem. odpowiednikiem Nazionalsozialismus (narodowy socjalizm) i nazista z niem. odpowiednikiem Nazionalsozialist (narodowy socjalista) O - obcas od Absatz - ofiara od Opfer P - pakować od packen (dalej też paczka) - panzerfaust (pancerfaust) od Panzerfaust - pancerz od Panzer (skorupa, czołg) | - pancerz od Panzer (dalej też pancerny, opancerzyć) - pech od Pech (dalej też pechowy, zapeszyć) - pędzel od Pinsel - pielęgnować od pflegen (dalej też pielęgniarka, pielęgniarz, pielęgnacja, pielęgnacyjny) - plądrować od plündern - plajta od Pleite (dalej też splajtować) - plac od Platz (miejsce, plac), (dalej też uplasować się) - pręgierz od Pranger - próbować od probieren (dalej też próbny) - prysznic od Vincenz Priessnitz - przeflancować od pflanzen (sadzić, zasadzić) R - rabować od rauben (dalej też rabunek) - rachować od rechnen (liczyć) - rachunek od Rechnung (dalej też rachunkowy) - radca, radny od Rat (osoba), Stadtrat (osoba) (dalej też radzić) - rajbach (rozróba, zamieszanie, hałas) od Reibach (niemoralne zarabianie dużych pieniędzy na granicy oszustwa) - ratować od retten (dalej też ratunek) - ratusz od średnioniem. rathus, nowoniem. Rathaus - rausz od Rausch (szum akustyczny, szum w głowie) - realpolityka od Realpolitik - regał od Regal (półka) - rejwach (rwetes, zamieszanie, raban) od Reibach (niemoralne zarabianie dużych pieniędzy na granicy oszustwa) - rentgen od Röntgen - rudel od Rudel - runda od Runde i rund (okrągły) - rura od Röhre lub Rohr - ruszt od Rost (ruszt [w piekarniku]) - rycerz od Ritter (dalej też rycerski) - rygiel od Riegel - rynek od Ring (pierścień, obwodnica) (dalej też rynkowy, rynkowny) - ryngraf od Ringkragen (okrągły kołnierz) - rynna od Rinne / Dachrinne - rynsztok od Rinnstein S - saksy (np. wyjechać na saksy) od Sachsen (Saksonia) - smak od Geschmack (dalej też smakować) - smalec od Schmalz - smar od Schmier - sołtys od Schultheiss - spichlerz od Speicher - stempel od Stempel (dalej też stemplować) - stryczek od Strick (sznurek) SZA – SZK - szacować od schätzen - szajba od Scheibe (płaski i okrągły przedmiot; szyba) (→ szyba) - szajs od Scheiße (gówno) - szalunek od Schalung - szaniec od Schanze (przykład Wilczy Szaniec) - szkic od Skizze (dalej też szkicować) SZL - szlaban od Schlagbaum - szlachta za pośrednictwem czeskiego ze staroniem. slahta, forma współczesna Geschlecht (ród, dynastia) - szlafrok od Schlafrock (podomka) - szlagier od Schlager hit muzyczny w stylu lat 50. do 70.) - szlak od Schlag (uderzenie) - szlaka od Schlacke - szlam od Schlamm (błoto) - szlif od Schliff (dalej też szlifować) - szlochać od schluchzen SZM-SZN - szmalcownik od polskiego jidysz szmalc (grube pieniądze), od niem. Schmalz ( smalec) (dalej też szmal) - sznurek od Schnur (lina, sznurek) SZP - szpachla od Spachtel - szpadel od Spadel - szpic od Spitze (ze znaczeniami wierzchołek, czubek) - szpicel od Spitzel - szpilka od Spitze (wierzchołek, czubek) - szpital od Spital (szpital [w Austrii i Szwajcarii]) - szprycha od spritzen (pryskać) | SZR - szrot od Schrott - szranka od Schranke (np. stawać z kimś w szranki) SZT - sztab od Stab - sztafeta od Staffel (część większej ilości) - [pijany w] sztok od stockbetrunken (pijany jak kij) - sztanca, sztancować od Stanze (przyrząd do wykrawania), stanzen (wykrawać) - sztanga od Stange - sztolnia od Stollen - sztorm od Sturm (burza, nawałnica) - sztuczny od Kunst (sztuka) - sztuka od Stück (pojedyncza część) - sztukować od Stück - sztywny od steif SZU – SZY - szufla od Schaufel - szufelka od Schaufel (ze znaczeniem szufla) - szuflada od Schublade - Szwab od Schwabe (mieszkaniec Szwabii) - szwagier od Schwager - Szwajcar od Schweizer - szwank od schwanken (chwiać się, być niepewnym) - szwankować od schwanken - szwarccharakter od Schwarzcharakter (czarny charakter) - szwindel od Schwindel - szyba od Scheibe (płaski i okrągły przedmiot, szyba) (→ szajba) - szyberdach od Schiebedach (przesuwane okno dachowe) - szyld od Schild (tablica, znak z napisem) - szyna od Schiene (dalej też szynowy) - szynka od Schinken Ś - śruba od Schraube (dalej też śrubować) - ślusarz od Schlosser (z początku jako ślósarz) T - tańczyć od tanzen (dalej też tańcować) - tancerz od Tänzer - taniec od Tanz - talerz od Teller - tank od Tank (dalej też tankować) - traf od treffen (traf) (trafić (w coś)) (dalej też trafny, trafić) - trunek od Trank - tygiel od Tiegel (duży garnek) U - urlop od Urlaub (dalej też urlopowy) W - wajcha od Weiche - walec od Waltze (dalej też walcować) - walc od Waltzer - wał od Wall (wał rzeczny) i Welle (wał maszynowy) - wanna od Wanne / Badewanne - wazon od Vase - warsztat od Werkstatt - wart, warty od wert (dalej też wartość, wartościowy) - warunek od wahr (prawdziwy) (dalej też warunkowy) - weksel od Wechsel (dalej też zwekslować) - weltszmerc od Weltschmerz (ból istnienia) - wihajster od wie heißt er? (jak on się nazywa?) - winszować składać życzenia, gratulować) od wünschen (życzyć) - wójt od Vogt, pierwotnie z łaciny advocatus - wrak od Wrack - wunderwaffe od Wunderwaffe (cudowna broń) - wyklarować, klarować od klar (wyraźny, jasny) - wypucować od putzen (czyścić, myć) - wytrych od Dietrich Z-Ż - zaszlachtować od schlachten (ubić, zarżnąć) - zglajchszaltować → glajchszaltowanie - żołdak od Söldner (dalej też żołnierz) |

## Cytaty
Encyklopedia staropolska

Do Polski przybywali Niemcy najpierw od X do XIV wieku, jako drużyna rycerska wstępująca na służbę Bolesławów i Kazimierzów; z Łużyc, Miśni, [...] i rychło polszczyli, od nich wywodzi się wiele rodzin szlacheckich [...]. Drugi, nierównie znaczniejszy napływ Niemców, chłopów i mieszczan, dokonał się w XIII i XIV wieku. Kraj mało zaludniony przedstawiał dla Niemców, opuszczających z powodu przeróżnych klęsk, i przeludnienia swe siedziby w Miśni, Turyngii, [...], pole nęcące, najpierw Śląsk, za nim Wielkopolska i Małopolska. Koloniści osiadali po grodach, które przekształcali na miasta, rzadziej po wsiach, wraz ze swoimi porządkami, podnosząc pracą wytrwałą kulturę miejską i wiejską. Trzymali się silnie razem, nie rozpływali się w otoczeniu polskim. Dopiero w ciągu XIV i XV wieku rozpoczęła się asymilacja od dołu, przez ożenki i napływ Polaków do miast i miasteczek. [...] W roku 1537 oddano kościół N.P. Marii gminie polskiej, a dopiero w roku 1600, zniosła rada miejska zagajanie sądów ławniczych po niemiecku; tak uporczywa była tradycja tu, w Poznaniu, Bieczu, i in. Ślady fal osadniczych przechował język miejski w słownictwie, nie strukturze językowej (oprócz przyrostka na -unek) [...]. Słowo polskie nabierała specjalnego znaczenia pod wpływem niemieckiego np. miasto (pierwotnie oznaczało tylko miejsce) gaić (sądy) itd. Czasowniki np. szukać (dawne iskać), musieć. W zwyczajach, wierzeniach i obrzędach ; dyngus i śmigus są niemieckie – dingus (oszacowanie, obdarowanie jajkiem, wędzonką) i schneck-ostern (smaganie rózgą świąteczną), wynoszenie śmieci za wieś, kary: wożenie kłody, zawieszanie w koszu nad wodą, ciągnienie kota przez wodę, wiara w skrzaty, koboldy. Całe słownictwo górnicze było wyłącznie niemieckie.”, [w:] Aleksander Brückner. (Encyklopedia staropolska, tom II. s. 12, Niemcy)

Encyklopedia staropolska

Z górą (960–1280) nikt po polsku nie pisał, pierwsze składanie kilku znaków łacińskich naśladowano wzorem Czech w XIV i XV wieku, ale ponieważ szkoła wcale polszczyzny nie uczyła, więc nie zdobyto się na jednolitość i każdy znęcał się po swojemu, nad abecadłem i ortografią. Czechom jednolitą pisownię wzbogacającą znaki łacińskie kropkami stworzył Jan Hus, ale piętno kacerstwa odstraszało nas od naśladownictwa tego jedynego trafnego systemu. [...] tak się mściło niedbalstwo wobec języka narodowego, zrozumiałe chyba u mieszczan pół-Niemców, karygodne śród kół uczonych, nie uznających, jak i węgierskiego, niczego niełacińskiego. Skoro pismo drukiem zastąpiono, musiał dotychczasowy rozgardiasz ortograficzny ustąpić; nieznani nam z nazwiska zecerzy polscy ustalili jako tako dla księgarzy Niemców pisownię polską posługującą się i składaniem znaków sz, cie, i kropkami, i kreskami ż, ź, ń, ć, ś, i odmianą kształtu; ł, ą, ę.”, [w:] Aleksander Brückner. (Encyklopedia staropolska, tom I. s. 2, Abecadło)

Krajewski

Język niemiecki najsilniej oddziaływał na polski w XIII–XV w., a zapożyczenia związane były z ustrojem miast, rzemiosłem i handlem, np. blacha, bruk, buda, burmistrz, cegła, czynsz, fartuch, folwark, ganek, gmina, handel, kuchnia, plac, ratusz, rynek, sołtys, sznur, waga, weksel, wójt, zegar. Germanizmy, początkowo bardzo liczne, z czasem zastępowane były wyrazami rodzimymi lub ulegały spolszczeniu. W XVI wieku z języka niemieckiego zapożyczono wyrazy dotyczące terminologii drukarskiej, np. druk, szpalta, zecer. (Krajewski 1976, Piśmiennictwo polskie od średniowiecza do oświecenia)